# Garudinodes
Garudinodes is een geslacht van vlinders van de familie spinneruilen (Erebidae), uit de onderfamilie Arctiinae.

## Soorten
- G. albiceps Rothschild, 1912
- G. albofasciata Rothschild, 1912
- G. bicolorana Bethune-Baker, 1908
- G. castaneus Rothschild, 1912
- G. trizona Hampson, 1911